# Чарльз Ґмелін
Чарльз Генрі Стюарт Ґмелін (28 травня 1872, Крішнанаґар, Індія 12 жовтня 1950, Оксфорд) — британський спринтер, футболіст і гравець у крикет. Учасник і призер 1-х Олімпійських ігор сучасності 1896 року в Атенах.
6 квітня Ґмелін брав участь у кваліфікаційному забігу на 100 метрів, таким чином ставши першим британцем, який брав участь у Іграх. У своєму кваліфікаційному забігу він програв Френсісу Лейну та Алойзу Соколі і не пройшов до фіналу.
Того ж дня відбувся кваліфікаційний біг на 400 метрів, де він програв Тому Берку та виграв у Франца Райхеля, вийшовши у фінал з 2-го місця.
7 квітня у фінальному забігу Ґмелін посів третє місце. Його перемогли американці: Том Берк і Герберт Джемісон. Після Ігор виникли припущення, чи дійсно Ґмелін переміг німця Фріца Гофмана, але в джерелах 1896 року третє місце приписують англійцю.